# Sargochromis
Sargochromis è un genere comprendente 8 pesci d'acqua dolce appartenenti alla famiglia Cichlidae.

## Distribuzione e habitat
Le specie del genere sono originarie dei bacini idrografici dei fiumi Okavango, Zambesi, Kafue e Cunene, in Africa sudoccidentale (Angola, Namibia, Botswana, Zambia e Zimbabwe).

## Pesca
Alcune specie sono pescate dagli abitanti dei luoghi d'origine per l'alimentazione.

## Specie
- Sargochromis carlottae
- Sargochromis codringtonii
- Sargochromis coulteri
- Sargochromis giardi
- Sargochromis greenwoodi
- Sargochromis mellandi
- Sargochromis mortimeri
- Sargochromis thysi